# Bilineare Abbildung
Im mathematischen Teilgebiet der linearen Algebra und verwandten Gebieten verallgemeinern die bilinearen Abbildungen die verschiedensten Begriffe von Produkten (im Sinne einer Multiplikation). Die Bilinearität entspricht dem Distributivgesetz
{\displaystyle a\cdot (b+c)=a\cdot b+a\cdot c}
bei der normalen Multiplikation. Bilineare Abbildungen sind ein Spezialfall multilinearer Abbildungen.

## Definition
Eine {\displaystyle K}-bilineare Abbildung ist eine 2-multilineare Abbildung, das heißt eine Abbildung
{\displaystyle f\colon E\times F\to G}, wobei {\displaystyle E}, {\displaystyle F} und {\displaystyle G} drei {\displaystyle K}-Moduln oder {\displaystyle K}-Vektorräume über dem (gleichen) Ring bzw. Körper {\displaystyle K} sind,
so dass für jedes (fest gewählte) {\displaystyle y} aus {\displaystyle F}
{\displaystyle x\mapsto f(x,y)}
eine {\displaystyle K}-lineare Abbildung {\displaystyle E\to G} ist, und für jedes {\displaystyle x} aus {\displaystyle E}
{\displaystyle y\mapsto f(x,y)}
eine lineare Abbildung {\displaystyle F\to G} ist. Für beliebige {\displaystyle x,x'\in E}, {\displaystyle y,y'\in F} und {\displaystyle \alpha \in K} gilt demnach
{\displaystyle {\begin{aligned}f(x+x',y)&=f(x,y)+f(x',y)\\f(x\cdot \alpha ,y)&=\alpha \cdot f(x,y)\\f(x,y+y')&=f(x,y)+f(x,y')\\f(x,\alpha \cdot y)&=\alpha \cdot f(x,y).\\\end{aligned}}}
Man kann sagen, dass der Begriff der Bilinearität eine Verallgemeinerung der für Ringe und insbesondere Körper geltenden (Links- und Rechts-)Distributivgesetze darstellt. Dabei beschreibt die Bilinearität jedoch nicht nur (wie die Distributivgesetze) das Verhalten der Abbildung hinsichtlich Addition, sondern auch hinsichtlich Skalarmultiplikation.
Genauer: Ist {\displaystyle K} ein (möglicherweise nicht-kommutativer) Ring mit {\displaystyle 1}, dann muss die Seitigkeit der Moduln miteinbezogen werden, d. h. {\displaystyle E} muss ein rechter und {\displaystyle F} ein linker {\displaystyle K}-Modul sein. Die Seitigkeit von {\displaystyle G} bleibt frei wählbar (in den Gleichungen ist sie links), weil {\displaystyle K} auf {\displaystyle G} – zumindest jedoch auf dem Bild {\displaystyle f(F\times E)\subset G} und damit auch auf dem von ihm aufgespannten Untermodul bzw. Unterraum – kommutativ operiert: 
{\displaystyle \alpha \cdot \beta \cdot f(x,y)=\alpha \cdot f(x,\beta \cdot y)=f(\alpha \cdot x,\beta \cdot y)=\beta \cdot f(\alpha \cdot x,y)=\beta \cdot \alpha \cdot f(x,y)\;.}

## Normierte Räume
Sind die betrachteten {\displaystyle K}-Vektorräume normiert, dann lässt sich analog zu linearen Abbildungen eine Operatornorm definieren: 
{\displaystyle \|f\|:=\sup \limits _{x,y\neq 0}{\frac {\|f(x,y)\|}{\|x\|\cdot \|y\|}}=\sup \limits _{\|x\|,\|y\|=1}\|f(x,y)\|}
{\displaystyle f} ist stetig genau dann wenn {\displaystyle \|f\|<\infty }. Es gilt die Submultiplikativität {\displaystyle \|f(x,y)\|\leq \|f\|\cdot \|x\|\cdot \|y\|}.

## Stetigkeit und Differenzierbarkeit
Bilineare Abbildungen mit endlichdimensionalem Definitionsbereich sind immer stetig.
Ist eine bilineare Abbildung {\displaystyle B} stetig, ist sie auch total differenzierbar und es gilt
{\displaystyle DB(x_{0},y_{0})(x,y)\;=\;B(x_{0},y)\,+\,B(x,y_{0})}
Unter Anwendung der Kettenregel folgt daraus, dass zwei differenzierbare Funktionen, die mit einer bilinearen Abbildung verknüpft sind, mit der Verallgemeinerung der Produktregel abgeleitet werden können: Seien {\displaystyle f,g} total differenzierbare Funktionen, dann gilt
{\displaystyle {\begin{aligned}DB(f(\cdot ),g(\cdot \cdot ))(x_{0},y_{0})(x,y)&=D(B\circ (f,g))(x_{0},y_{0})(x,y)\\&=B(Df(x_{0})x,g(y_{0}))+B(f(x_{0}),Dg(y_{0})y)\end{aligned}}}

## Beispiele
Sämtliche gemeinhin übliche Produkte sind bilineare Abbildungen: die Multiplikation in einem Körper (reelle, komplexe, rationale Zahlen) oder einem Ring (ganze Zahlen, Matrizen), aber auch das Vektor- oder Kreuzprodukt, und das Skalarprodukt auf einem reellen Vektorraum.
Ein Spezialfall der bilinearen Abbildungen sind die Bilinearformen. Bei diesen ist der Wertebereich {\displaystyle G} mit dem Skalarkörper {\displaystyle K} der Vektorräume {\displaystyle E} und {\displaystyle F} identisch.
{\displaystyle f\colon E\times F\to K}
Bilinearformen sind für die analytische Geometrie und Dualitätstheorie wichtig.
In der Bildverarbeitung wird eine bilineare Filterung zur Interpolation eingesetzt.

## Weitere Eigenschaften
Symmetrie und Antisymmetrie (für {\displaystyle F=E}) und andere Eigenschaften sind wie im allgemeineren Fall der multilinearen Abbildungen definiert.
Eine bilineare Abbildung {\displaystyle E\times E\to E} macht {\displaystyle E} zu einer Algebra.
Im Falle komplexer Vektorräume betrachtet man auch sesquilineare („anderthalb“-lineare) Abbildungen, welche im zweiten (oder ggf. im ersten) Argument antilinear sind, das heißt, dass
{\displaystyle f(x,\alpha \cdot y)=\alpha ^{*}\cdot f(x,y)}
(wobei {\displaystyle *} die komplexe Konjugation bezeichnet), während alle anderen obigen Gleichungen bestehen bleiben.

## Bezug zu Tensorprodukten
Bilineare Abbildungen werden im folgenden Sinne durch das Tensorprodukt klassifiziert: Ist
{\displaystyle f\colon E\times F\to G}
eine bilineare Abbildung, so gibt es eine eindeutig bestimmte lineare Abbildung
{\displaystyle E\otimes F\to G,x\otimes y\mapsto f(x,y);}
umgekehrt definiert jede lineare Abbildung
{\displaystyle \lambda \colon E\otimes F\to G}
eine bilineare Abbildung
{\displaystyle E\times F\to G,\quad (x,y)\mapsto \lambda (x\otimes y).}
Diese beiden Konstruktionen definieren eine Bijektion zwischen dem Raum der bilinearen Abbildungen {\displaystyle E\times F\to G} und dem Raum der linearen Abbildungen {\displaystyle E\otimes F\to G}.

## Bilineare Abbildungen über endlichdimensionalen Vektorräumen
Sind {\displaystyle E} und {\displaystyle F} endlichdimensionale {\displaystyle K}-Vektorräume mit beliebig gewählten Basen {\displaystyle (b_{i})_{i=1,\dotsc ,n}} von {\displaystyle E} und {\displaystyle (c_{j})_{j=1,\dotsc ,m}} von {\displaystyle F}, dann gibt es für ein beliebiges {\displaystyle x} aus {\displaystyle E} die Darstellung
{\displaystyle x=\sum _{i}x_{i}b_{i}} mit Koeffizienten {\displaystyle x_{i}} aus {\displaystyle K} und analog für ein beliebiges {\displaystyle y} aus {\displaystyle F} die Darstellung
{\displaystyle y=\sum _{j}y_{j}c_{j}.}
Mit den Rechenregeln der bilinearen Abbildung ergibt sich dann
{\displaystyle f(x,y)=\sum _{i}\sum _{j}x_{i}y_{j}f(b_{i},c_{j}).}
Die bilineare Abbildung ist also durch die Bilder aller geordneten Paare der Basisvektoren von {\displaystyle E} und {\displaystyle F} bestimmt. Ist {\displaystyle G} ebenfalls ein K-Vektorraum, so spannt das Bild {\displaystyle \operatorname {Im} (f)} einen maximal {\displaystyle n\cdot m} dimensionalen Untervektorraum von {\displaystyle G} auf. Im Allgemeinen ist das Bild einer bilinearen Abbildung zwischen Vektorräumen aber kein Untervektorraum.
Für Bilinearformen sind die {\displaystyle f(b_{i},c_{j})} aus {\displaystyle K}, so dass sie in naheliegender Weise in einer Matrix notiert  werden können. Diese Matrix ist dann die Koordinatendarstellung der Bilinearform bezüglich der gewählten Basen.